# 雷州市
雷州市（らいしゅうし）は中華人民共和国広東省湛江市に位置する県級市。

## 地理
雷州市は中国大陸最南端の雷州半島中部に位置している。市の東西両側に海が広がる。

## 歴史
前漢に徐聞県が置かれ、現在の西湖の東側にあたる雷州城を治めた。隋代に、海水による浸水が起きないことを祈願した名の海康県が置かれた。唐代に、雷が多い地であることから雷州と名付けられた。
中原の地から遠く離れているため、海南島に流刑にされる文人が多く立ち寄った場所として知られており、特に宋代の寇準・蘇軾・蘇轍・秦観・李綱・趙鼎・王巌叟・任伯雨・李光・胡銓十名が名高く、「十賢」と称されて、西湖のほとりに立つ十賢廟に奉られている。
1912年に雷州府を再び海康県と改称した。1994年には国務院から国家歴史文化名城の称号を与えられ、同年に県級市の雷州市となり、地級市の湛江市の管轄となった。

## 行政区画
下部に3街道、18鎮を管轄する
- 街道
  - 雷城街道、西湖街道、新城街道
- 鎮
  - 白沙鎮、沈塘鎮、客路鎮、楊家鎮、唐家鎮、紀家鎮、企水鎮、松竹鎮、南興鎮、雷高鎮、東里鎮、調風鎮、竜門鎮、英利鎮、北和鎮、烏石鎮、覃斗鎮、附城鎮

## 交通
- 粤海線雷州駅 - 市街地から西に約3km

## 文化

### 言語
主に閩南語の下位方言である雷州話が話されている。

### 演劇
雷州話で演じられる伝統歌劇の雷劇があり、地元では現在も人気が高く、各種のVCDが制作、販売されている。2008年に第2次国家級非物質文化遺産(国の無形文化財)リストに収載された。

### 歌謡
雷州話で歌う雷歌が公園などでよく歌われている。

### 食文化
東の湛江、西の北海の両方面に海があり、海産物がよく採れる。星口動物のスジホシムシ（沙虫）や腕足動物のシャミセンガイ（海豆芽、蚶蛘）などもよく食用にされる。塩に埋めて作る干物や煮干しの類、クラゲなどの塩蔵品も多く作られている。犬肉を使った煮込み料理もある。味付けや調理方法は潮州料理、海南料理に近い。糯米を使った蒸し菓子、おこわ類などの種類も多い。

### 彫刻
雷州石狗と呼ばれる狛犬に似た犬の石像が市内各所に散在している。

### 工芸
真珠の養殖が盛んで、工芸品も作られている。

## 観光

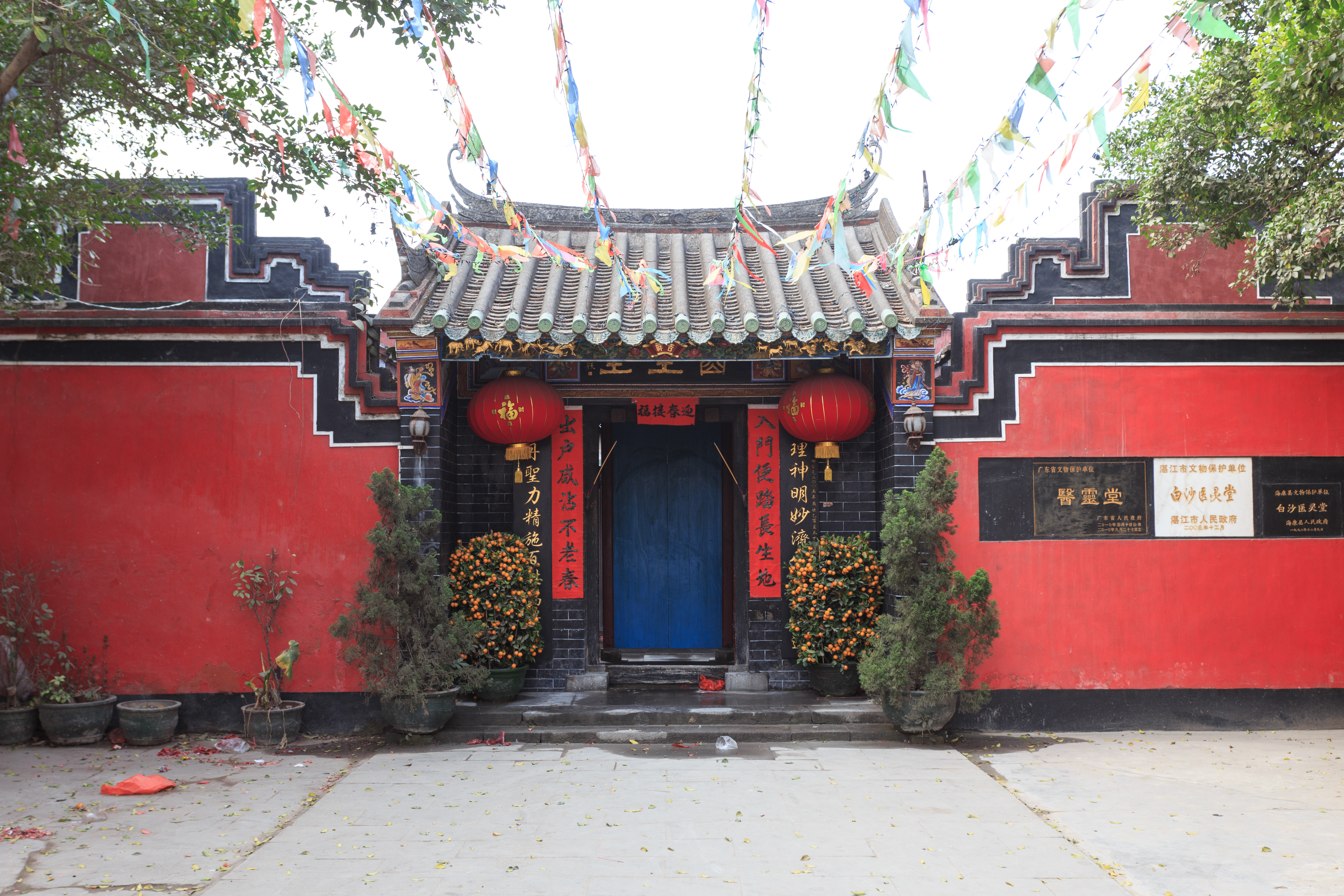
医霊堂

- 雷祖祠 - 全国重点文物保護単位
- 西湖、十賢廟
- 雷湖
- 天寧寺
- 真武堂
- 三元啓秀塔
- 唐氏墓群
- 莫氏宗祠
- 医霊堂 - 未公開
- 超海宮
- 夏江天后宮石刻